# 麻雀脳
『麻雀脳』（まーじゃんのう）は、2008年から2009年にかけて、フジテレビNEXTで放送されていた麻雀バラエティ番組。2011年よりシリーズ第2弾『麻雀脳Ⅱ』を放送。

## 概要
2008年5月から2009年12月にかけて放送されていた麻雀バラエティ番組。ゲストと対戦相手のプロが大音量のヘッドホンを着用して対局する。ゲストは一回の対局中に二回まで、マスターと呼ばれるプロにアドバイスを受けることが出来る。これらの基本的なルールは、後継番組となった『美女と麻雀』でも踏襲されている。
フジテレビCSHDにて2008年5月4日、『麻雀脳 －パイロット版・その1－』を放送。好評を受けて同年7月『-パイロット版・その2-』、さらに2009年2月14日、特別番組『麻雀脳 初の生中継! 〜バレンタインスペシャル〜』を放送。そして、フジテレビNEXTにて同年4月12日放送回（#4）からレギュラー番組としてスタート。2009年のクリスマスの放送を最後に一旦終了したが、フジテレビNEXTにおいて頻繁にリピート放送がされている。
2011年4月8日より、フジテレビNEXTで新シリーズ「麻雀脳II」を開始した。

## 番組内で採用されている麻雀のルール
- 東南戦、クイタン・後付けアリのアリアリルール。
- 途中流局、ダブロン、赤牌は無し。
- ハコシタは無し、トビ終了。（Ⅱではトビ終了無し）
- オーラス時のアガリやめはトップの時に限り有りとし、２位以下では不可。

## 番組の内容
- 基本的には番組中、麻雀脳と呼ばれるプロ三名と東南戦を2回戦行うのが基本フォーマット。最後に時間に余裕があれば、マスターも交えた東南戦（時間が無い場合は東風戦や一局勝負）も行われる。
- マスターと呼ばれるプロ三名と麻雀脳としてゲストと対局する三名のプロは、いずれも日本プロ麻雀連盟のプロ雀士である。

麻雀脳Ⅱ
- Ⅱでは最高位戦日本プロ麻雀協会所属のプロ雀士が出演している。また、ゲストの麻雀に対するインタビューコーナー（麻雀との出会い、好きな役など）が美女と麻雀から踏襲されている。
- 一局終了ごとにヘッドホンを外し、打ち筋等の疑問点や質問・解説（マスターからゲストへのアドバイス）する頻度が増えた。
- 麻雀脳では対局プロの呼称が1～3号だったが、Ⅱでは名前で呼ばれる。対局中にプロフィール、どこの雀荘で打てるかなど実況から余談もある。

## 出演者

### 麻雀脳
麻雀マスター
- 滝沢和典
- 佐々木寿人
- 二階堂亜樹

ナビゲーター
- 馬場裕一

対局プロ（麻雀脳1～3号）
- 櫻井秀樹
- 山井弘
- 吉田直

### 麻雀脳Ⅱ
麻雀マスター
- 新津潔（シュンツの鬼）（#1,#2,#3）
- 土田浩翔（トイツマスター）（#1,#2,#3）
- 近藤加那子（逆ツンデレ系女流プロ）（#1）
- 張敏賢（最後の昭和ロマン派）（#2）
- 根本佳織（感性の女王）（#3）

声・実況
- 野島卓（フジテレビアナウンサー）

対局プロ
- 新井啓文（#1）
- 坂井秀隆（#1）
- 茅森早香（#1,#2）
- 大柳誠（#2）
- 佐藤聖誠（#2）
- 石橋伸洋（#3）
- 吉田光太（#3）
- 石井あや（#3）

### ゲスト
麻雀脳
- #1 山本博（ロバート）
- #2 コージー冨田
- #3 加藤沙耶香（アイドリング!!!1号）
- #4 武藤敬司
- #5 及川奈央
- #6 やべきょうすけ
- #7 狩野英孝
- #8 Bro.KONE（バブルガム・ブラザーズ）
- #9 南部虎弾（電撃ネットワーク）
- #10 やくみつる
- #11 植田佳奈・小清水亜美

麻雀脳II
- #1 萩原流行
- #2 ゴルゴ松本（TIM）
- #3 ガダルカナル・タカ
- #4 ガッツ石松

## スタッフ
- 企画：小牧次郎、竹村大介
- CAM：二日市匡男、照井純一、白石峰郎、阪本貴司
- CGオペレート：兵藤広樹
- 美術：内山高太郎
- CG：武井誠司
- ナレーター：時田和典
- 技術協力：八峯テレビ、MTPlanning、FLT、Signal、アドバンスワークス
- 美術協力：フジアール
- 協力：最高位戦日本プロ麻雀協会、マツオカメカトロニクス
- AP：大本慎太郎
- 演出：上北誠
- 編成：野村和生
- プロデューサー：金子雅之
- 制作協力：モンキーレンチ
- 製作著作：フジテレビ

## 過去のスタッフ
- 編成：平野雄大
- TD：辻本豊
- CAM：和田篤
- CGオペレート：三品英之
- EED：押鐘慎司
- メイク：上野綾子
- 協力：日本プロ麻雀連盟、バビロン、ゼンハイザー
- ディレクター：桃賀好代
- 演出：檜垣雄二
- 演出：近藤伸哉
- 制作協力：COCOON